# Óšú (Iwate)

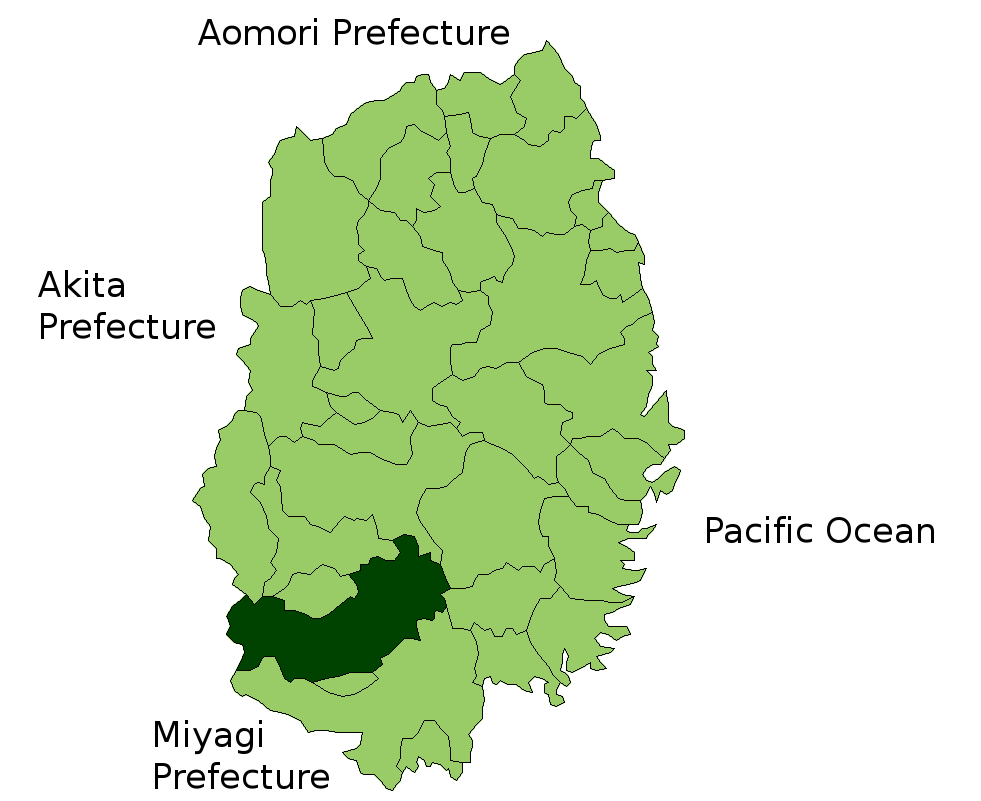
Město Óšú na mapě prefektury Iwate

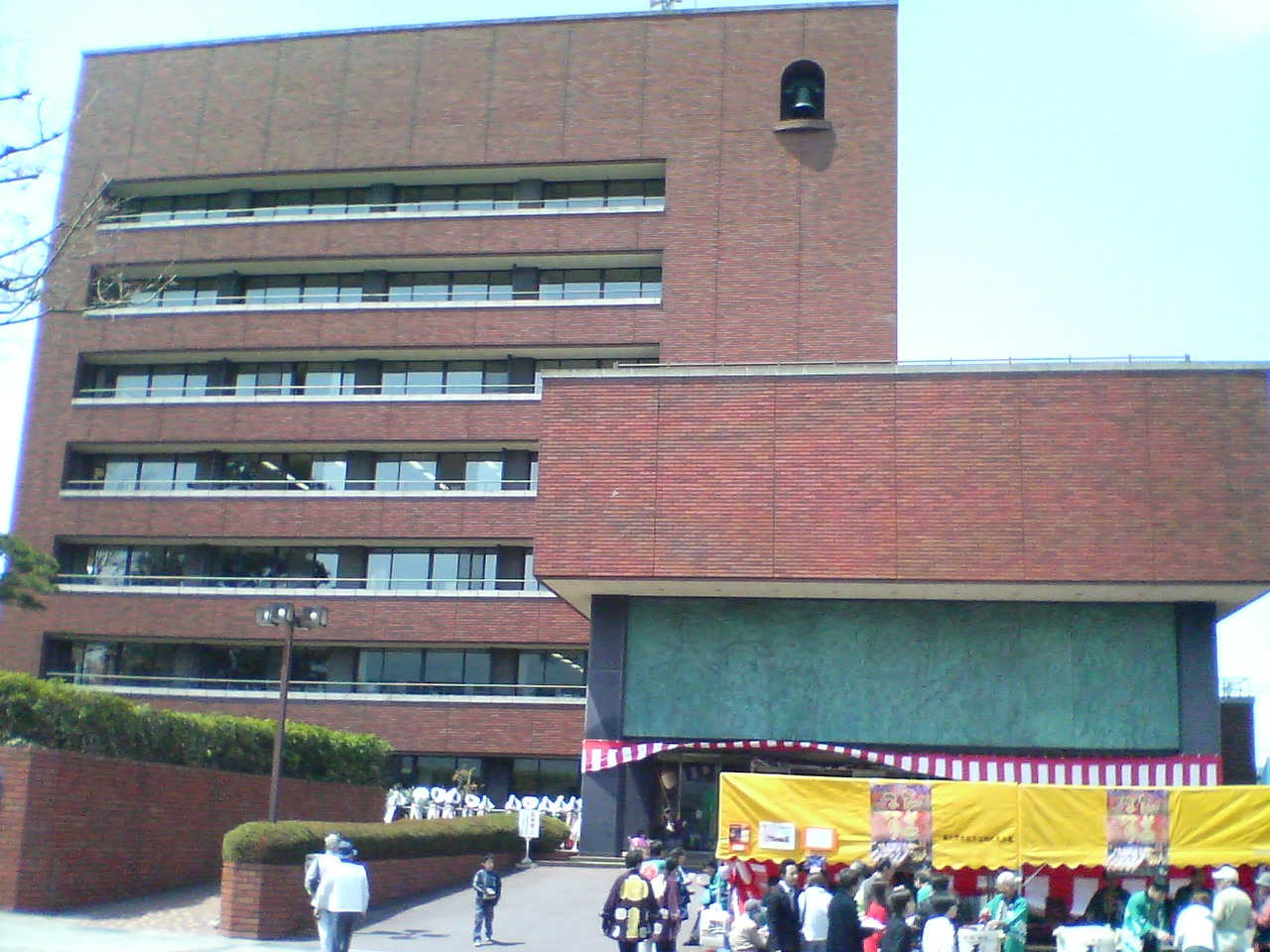
Radnice města Óšú

Óšú (japonsky: 奥州市, Óšú-ši) je město ležící v japonské prefektuře Iwate na ostrově Honšú.
Město (市, ši) bylo založeno 20. února 2006 jako důsledek spojení měst Esaši a Mizusawa a obcí Maesawa, Isawa a Koromogawa z okresu Isawa.
Stará provincie Mucu, na jejímž území se moderní Óšú nachází, se rovněž nazývala Óšú.
K 1. březnu 2008 mělo město 128 111 obyvatel a celkovou rozlohu 993,35 km².